# Administrativní dělení Maďarska
Současné administrativní dělení Maďarska bylo zavedeno od roku 2013. Země je (od roku 1950) rozdělena na 19 žup (megyék) a území hlavního města Budapešti, které má zvláštní statut. Župy se dále dělí na okresy (maďarsky járas, kterých bylo 175, později byl zrušen okres Polgárdi, takže současný počet je 174.

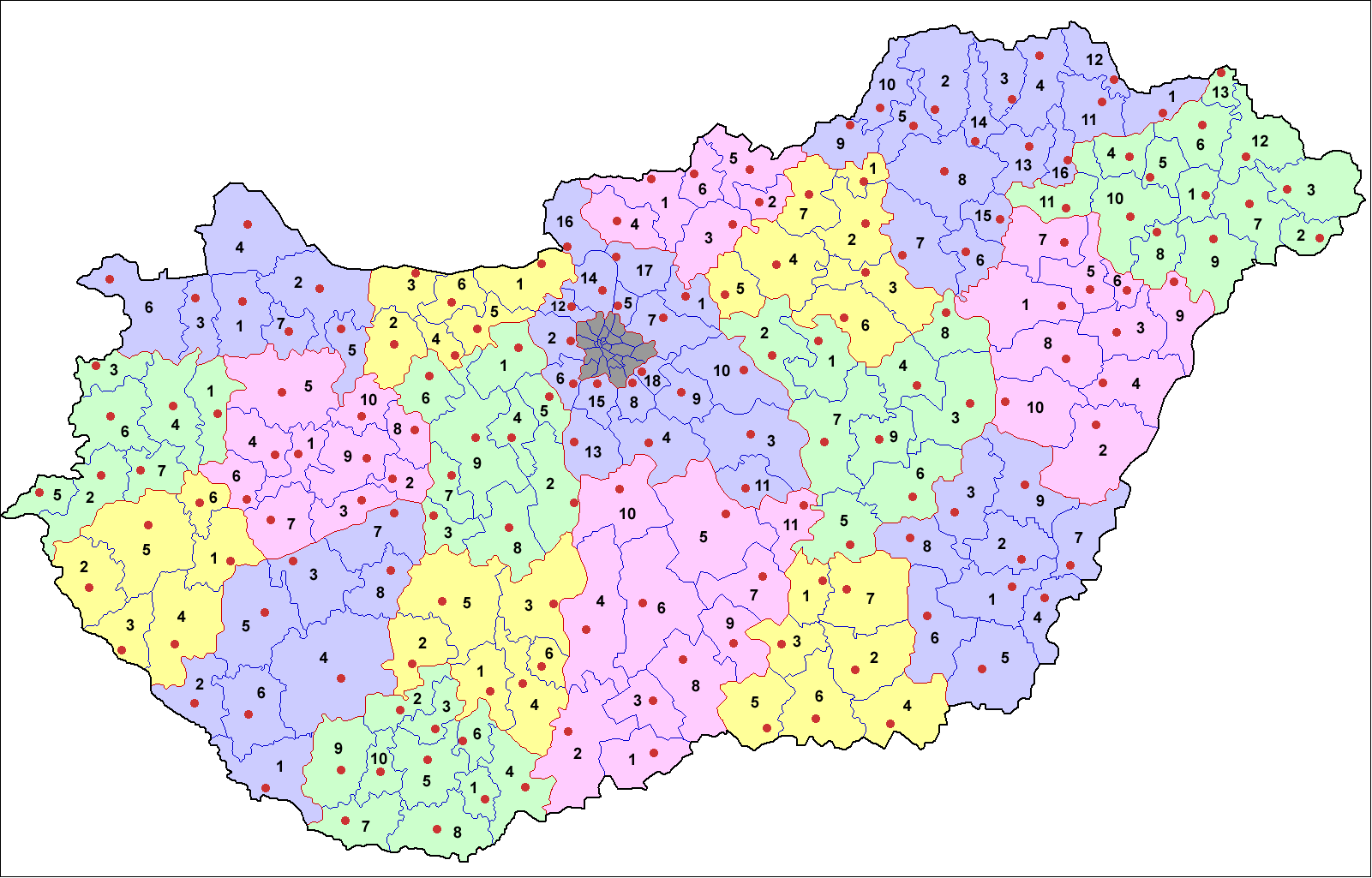
Administrativní dělení Maďarska

## Historické dělení
První formou správního rozdělení Maďarska bylo rozdělení do oblastí, které spadaly pod svrchovanost jednotlivých kmenů maďarských náčelníků po dobytí Panonské pánve. Posílením centrální vlády se v 10. století z oblastí staly již formální celky – župy, jejichž správci se nazývali župané. V některých oblastech hranice žup kopírovaly administrativní dělení dřívější Velké Moravy. Počet žup však v průběhu let stoupal a až v 15. století se župy stabilizovaly.
Země je (od roku 1950) rozdělena na 19 žup (megyék) a území hlavní města Budapešti, které má zvláštní statut. Župy se dále dělí na okresy (maďarsky járások, dříve kistérségek).
Předchozí administrativní dělení, které bylo zavedeno dne 3. srpna 1990, a modifikováno ještě v letech 1996 a 1999 dělilo župy na 168 okresů (maďarsky kistérségek). Dále zde bylo 23 měst s župním právem. Jedná se o města s větším počtem obyvatel, která mají stejná nebo podobná práva jako župy, ve kterých se nachází.. Sídla se poté dělí na města (város), obce (spíše chápány jako vesnice, község nebo falu), a velké obce (nagyközség). Jakékoliv sídlo pak lze označit pojmem település (sídlo).

## Župní rozdělení
Následující tabulka zahrnuje 19 žup a hlavní město Budapešť. 
| Znak                           | Župa                   | Župní sídlo    |
| ------------------------------ | ---------------------- | -------------- |
| Znak župy Bács-Kiskun          | Bács-Kiskun            | Kecskemét      |
| Znak župy Baranya              | Baranya                | Pécs           |
| Znak župy Békés                | Békés                  | Békéscsaba     |
| Znak župy Borsod-Abaúj-Zemplén | Borsod-Abaúj-Zemplén   | Miskolc        |
| Znak župy Budapešť             | Hlavní město Budapešť  | Budapešť       |
| Znak župy Csongrád             | Csongrád-Csanád        | Szeged         |
| Znak župy Fejér                | Fejér                  | Székesfehérvár |
| Znak župy Györ-Moson-Sopron    | Győr-Moson-Sopron      | Győr           |
| Znak župy Hajdú-Bihar          | Hajdú-Bihar            | Debrecín       |
| Znak župy Heves                | Heves                  | Eger           |
| Znak župy Jász-Nagykun-Szolnok | Jász-Nagykun-Szolnok   | Szolnok        |
| Znak župy Komárom-Esztergom    | Komárom-Esztergom      | Tatabánya      |
| Znak župy Nógrád               | Nógrád                 | Salgótarján    |
| Znak župy Pest                 | Pest                   | Budapešť       |
| Znak župy Somogy               | Somogy                 | Kaposvár       |
| Szabolcs-Szatmár-Bereg         | Szabolcs-Szatmár-Bereg | Nyíregyháza    |
| Znak župy Tolna                | Tolna                  | Szekszárd      |
| Znak župy Vas                  | Vas                    | Szombathely    |
| Znak župy Veszprém             | Veszprém               | Veszprém       |
| Znak župy Zala                 | Zala                   | Zalaegerszeg   |

## Dělení dle NUTS

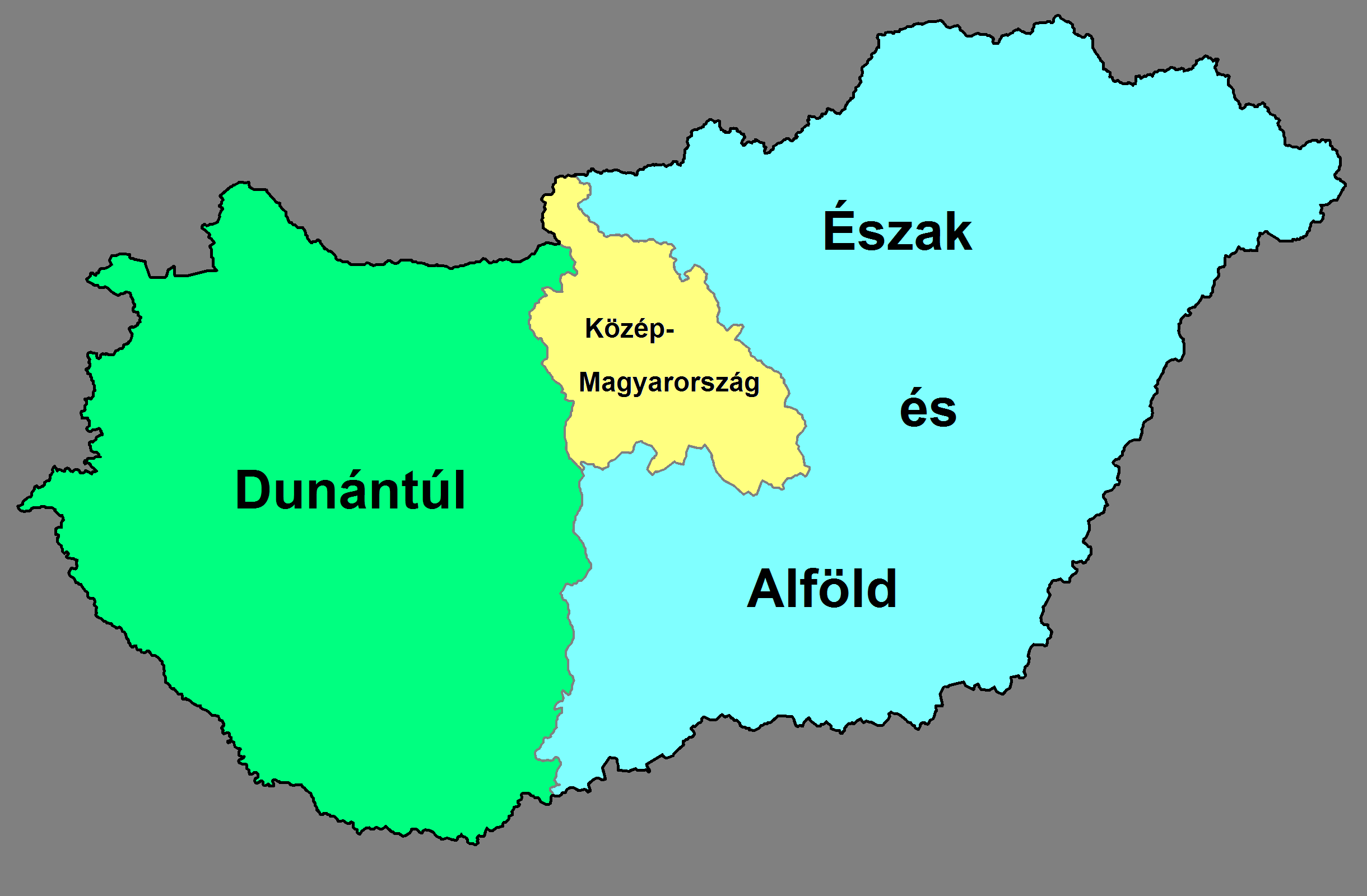
NUTS 1 – Části státu (Országrészek)

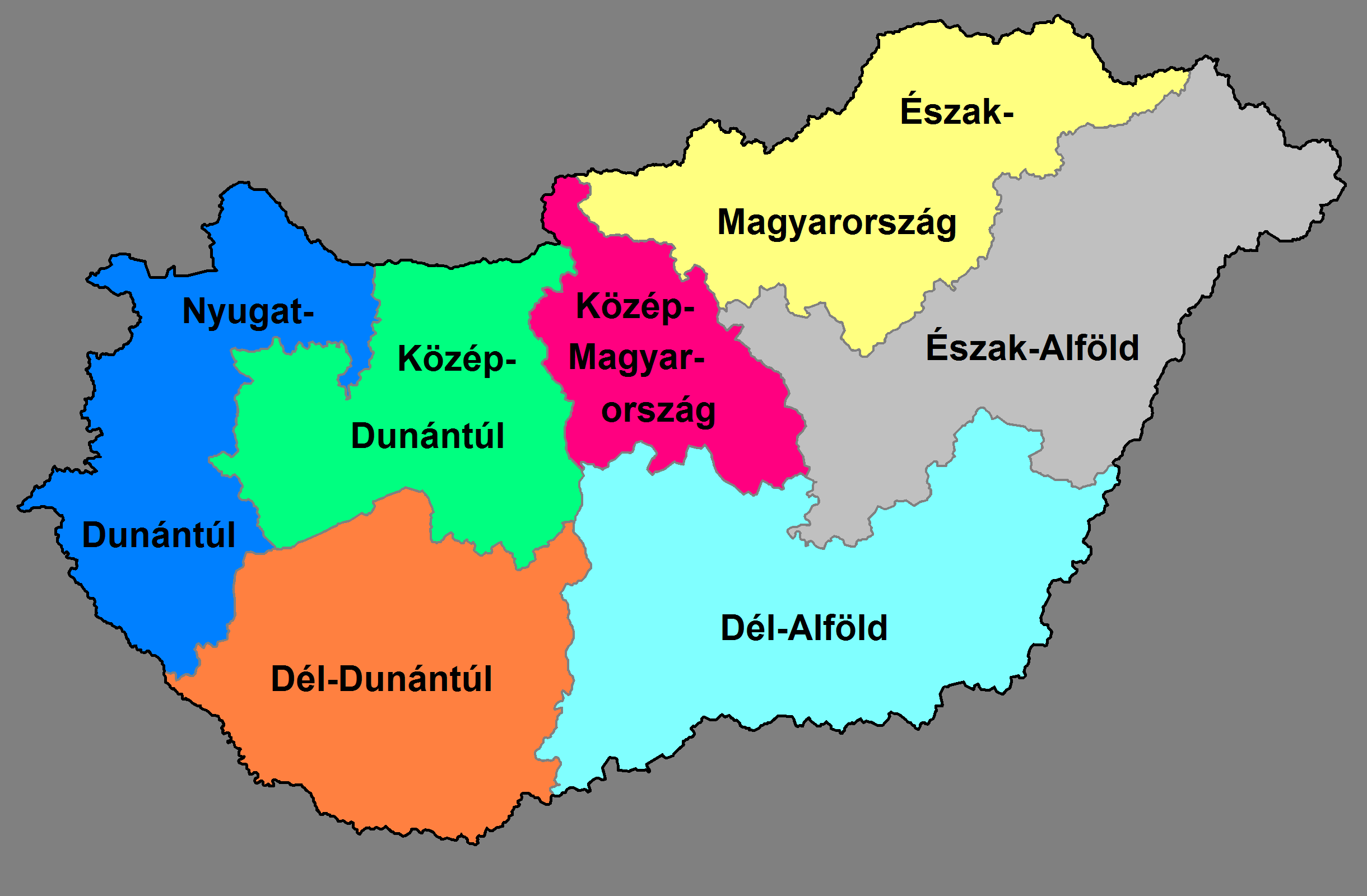
NUTS 2 – Regiony (Régiók)

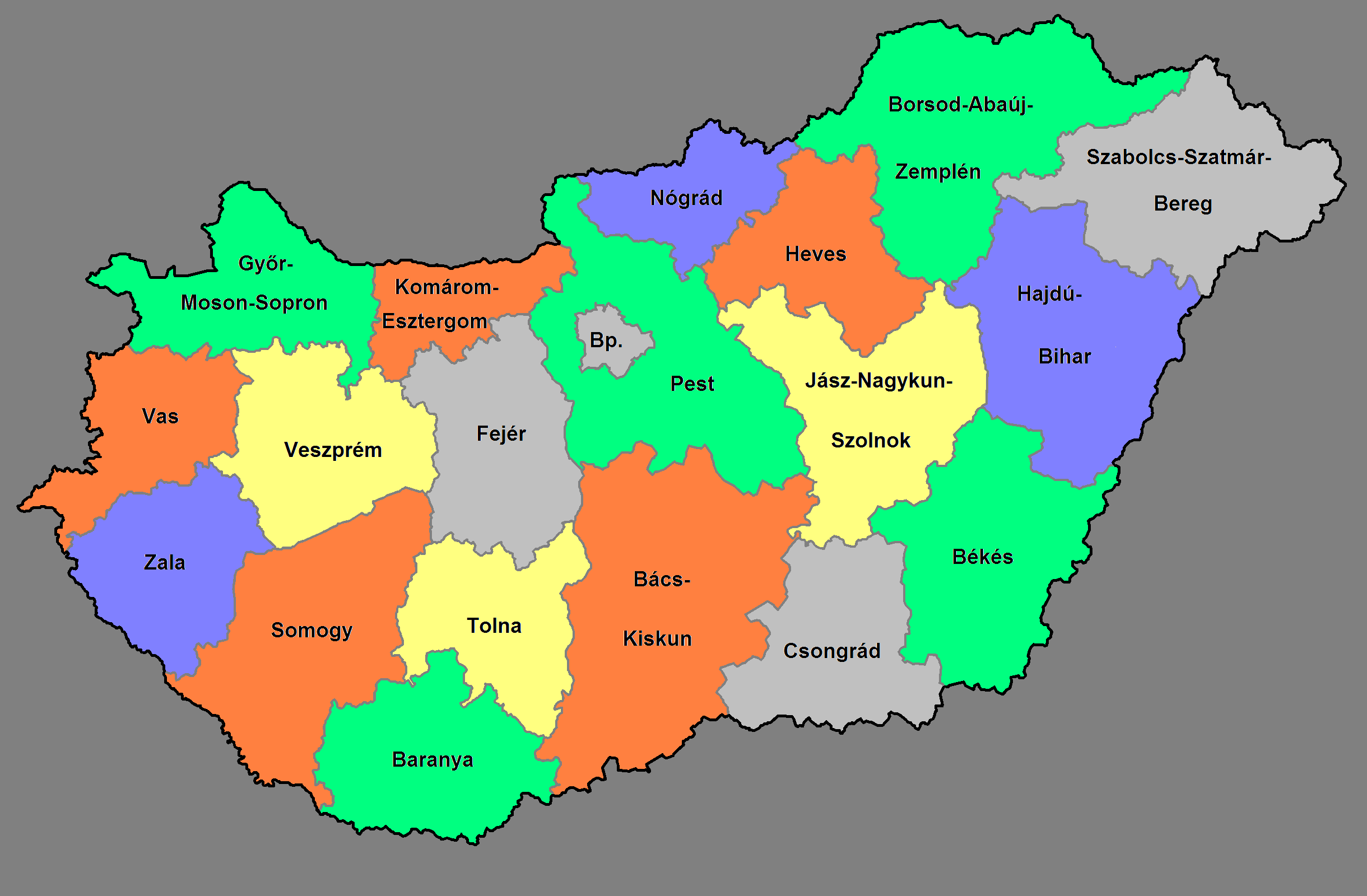
NUTS 3 – Župy a hlavní město (Vármegye és a főváros)

Podle celoevropské dělení NUTS je Maďarsko stupňovitě rozděleno na několik menších celků:
- 1. stupeň: rozdělení na tři tzv. Části státu (Országrész)
- 2. stupeň: rozdělení na sedm Regionů (Régiók)
- 3. Stupeň: rozdělení na devatenáct Žup a hlavní město (Megyék a főváros)

### Jednotky NUTS:HU
| NUTS 1                                                                            | NUTS 1 | NUTS 2                                | NUTS 2 | NUTS 3                 | NUTS 3 |
| Části státu (Országrész)                                                          | Kód    | Region (Régió)                        | Kód    | Župa (Megye)           | Kód    |
| --------------------------------------------------------------------------------- | ------ | ------------------------------------- | ------ | ---------------------- | ------ |
| Közép-Magyarország (Střední Maďarsko)                                             | HU1    | Közép-Magyarország (Střední Maďarsko) | HU10   | Hlavní město Budapest  | HU101  |
| Közép-Magyarország (Střední Maďarsko)                                             | HU1    | Közép-Magyarország (Střední Maďarsko) | HU10   | Pest                   | HU102  |
| Nyugat-Magyarország (Západní Maďarsko) nebo také Dunántúl (Zadunají)              | HU2    | Közép-Dunántúl (Střední Zadunají)     | HU21   | Fejér                  | HU211  |
| Nyugat-Magyarország (Západní Maďarsko) nebo také Dunántúl (Zadunají)              | HU2    | Közép-Dunántúl (Střední Zadunají)     | HU21   | Komárom-Esztergom      | HU212  |
| Nyugat-Magyarország (Západní Maďarsko) nebo také Dunántúl (Zadunají)              | HU2    | Közép-Dunántúl (Střední Zadunají)     | HU21   | Veszprém               | HU213  |
| Nyugat-Magyarország (Západní Maďarsko) nebo také Dunántúl (Zadunají)              | HU2    | Nyugat-Dunántúl (Západní Zadunají)    | HU22   | Győr-Moson-Sopron      | HU221  |
| Nyugat-Magyarország (Západní Maďarsko) nebo také Dunántúl (Zadunají)              | HU2    | Nyugat-Dunántúl (Západní Zadunají)    | HU22   | Vas                    | HU222  |
| Nyugat-Magyarország (Západní Maďarsko) nebo také Dunántúl (Zadunají)              | HU2    | Nyugat-Dunántúl (Západní Zadunají)    | HU22   | Zala                   | HU223  |
| Nyugat-Magyarország (Západní Maďarsko) nebo také Dunántúl (Zadunají)              | HU2    | Dél-Dunántúl (Jižní Zadunají)         | HU23   | Baranya                | HU231  |
| Nyugat-Magyarország (Západní Maďarsko) nebo také Dunántúl (Zadunají)              | HU2    | Dél-Dunántúl (Jižní Zadunají)         | HU23   | Somogy                 | HU232  |
| Nyugat-Magyarország (Západní Maďarsko) nebo také Dunántúl (Zadunají)              | HU2    | Dél-Dunántúl (Jižní Zadunají)         | HU23   | Tolna                  | HU233  |
| Kelet-Magyarország (Východní Maďarsko) nebo také Alföld és Észak (Alföld a Sever) | HU3    | Észak-Magyarország (Severní Maďarsko) | HU31   | Borsod-Abaúj-Zemplén   | HU311  |
| Kelet-Magyarország (Východní Maďarsko) nebo také Alföld és Észak (Alföld a Sever) | HU3    | Észak-Magyarország (Severní Maďarsko) | HU31   | Heves                  | HU312  |
| Kelet-Magyarország (Východní Maďarsko) nebo také Alföld és Észak (Alföld a Sever) | HU3    | Észak-Magyarország (Severní Maďarsko) | HU31   | Nógrád                 | HU313  |
| Kelet-Magyarország (Východní Maďarsko) nebo také Alföld és Észak (Alföld a Sever) | HU3    | Észak-Alföld (Severní Alföld)         | HU32   | Hajdú-Bihar            | HU321  |
| Kelet-Magyarország (Východní Maďarsko) nebo také Alföld és Észak (Alföld a Sever) | HU3    | Észak-Alföld (Severní Alföld)         | HU32   | Jász-Nagykun-Szolnok   | HU322  |
| Kelet-Magyarország (Východní Maďarsko) nebo také Alföld és Észak (Alföld a Sever) | HU3    | Észak-Alföld (Severní Alföld)         | HU32   | Szabolcs-Szatmár-Bereg | HU323  |
| Kelet-Magyarország (Východní Maďarsko) nebo také Alföld és Észak (Alföld a Sever) | HU3    | Dél-Alföld (Jižní Alföld)             | HU33   | Bács-Kiskun            | HU331  |
| Kelet-Magyarország (Východní Maďarsko) nebo také Alföld és Észak (Alföld a Sever) | HU3    | Dél-Alföld (Jižní Alföld)             | HU33   | Békés                  | HU332  |
| Kelet-Magyarország (Východní Maďarsko) nebo také Alföld és Észak (Alföld a Sever) | HU3    | Dél-Alföld (Jižní Alföld)             | HU33   | Csongrád-Csanád        | HU333  |